# Uwe George
Uwe George (* 1. April 1940 in Kiel) ist ein deutscher Journalist, Forscher und Buchautor.

## Leben
In den 1960er Jahren erforschte George in der Sahara das besondere Brutverhalten von Wüstenvögeln und verfasste darüber ornithologische Schriften.
1967 erlernte er beim Norddeutschen Rundfunk das Handwerk des Kameramannes und gewann 1971 den Förderpreis des Stifterverbands für die Deutsche Wissenschaft beim Adolf-Grimme-Preis für eine TV-Dokumentation über die Sahara. Er produzierte in der Folge weitere 15 Dokumentarfilme über die Erforschung der Wüste und die Ökologie des tropischen Regenwaldes und veröffentlichte 1976 sein erstes Buch, In den Wüsten dieser Erde (Hoffmann und Campe). 1978 erhielten Richard und Clara Winston den US-amerikanischen National Book Award für die Übersetzung dieses Buchs ins Englische.
Von 1976 an arbeitete er als freier Mitarbeiter für die deutsche Zeitschrift GEO, ab 1979 als fester Mitarbeiter, wissenschaftlicher Redakteur, Fotograf und Expeditionsleiter. Er veröffentlichte zahlreiche Bücher und gewann mehrere Goldmedaillen für Fotografie. 1993 erhielt er den Journalistenpreis der Akademie für Geowissenschaften.
George ist seit 1998 Ehrenmitglied der Frankfurter Geographischen Gesellschaft und erhielt im Jahre 2000 den Werner und Inge Grüter-Preis für Wissenschaftsvermittlung.

## Schriften
- In den Wüsten dieser Erde, Hoffmann und Campe 1976[1]
- Die Wüste – Vorstoß zu den Grenzen des Lebens, Gruner und Jahr, Reihe Geo, 5. Auflage 2001
- Expeditionen in die Urwelt, Reihe Geo
- Regenwald – Vorstoß in das tropische Universum, Reihe Geo 1985
- Inseln in der Zeit – Venezuela-Expeditionen zu den letzten weißen Flecken der Erde, Reihe Geo 1988
- mit Peter-Matthias Gaede (Herausgeber): Sahara – Expeditionen durch Raum und Zeit, Gruner und Jahr, Reihe Geo, 2001
- Geburt eines Ozeans, Reihe Geo, 1982
- Sahara: Das verschollene Meer. In: Geo-Magazin. Hamburg 1980,1, S. 32–60.  Informativer Erlebnisbericht.    ISSN 0342-8311